# 3C 273
Il quasar 3C 273, nella Costellazione della Vergine, merita un posto di riguardo nella storia di questi oggetti. Fu scoperto da Allan Sandage all'inizio degli anni sessanta. Fu proprio studiando le righe di emissione nello spettro della sua controparte ottica che, nel 1963 l'astronomo tedesco Maarten Schmidt, dall'osservatorio di Monte Palomar, riuscì a dimostrare che 3C 273 si stava allontanando ad una velocità di 44000 km/s.
All'epoca 3C 273 era l'oggetto più lontano e luminoso mai osservato. Esso è anche il quasar più brillante (magnitudine apparente 13).
Essendo uno dei quasar più vicini a noi e il più luminoso conosciuto (in termini di magnitudine apparente), è quindi anche uno dei più studiati, soprattutto per la complessa struttura del getto di gas espulso ad alta velocità, che si protende nello spazio per 200 al, evidenziato dai satelliti Chandra e Hubble.
Situato a 3 miliardi di anni luce, risulta più luminoso di 1000 galassie contenenti 100 miliardi di stelle ciascuna. Se si trovasse alla distanza di 32 anni luce dalla Terra, illuminerebbe il cielo quanto il Sole, distante dalla Terra solo 8 minuti luce, quindi ad una distanza poco più di 2 milioni di volte minore.
Con l'osservazione di quest'oggetto in tutto lo spettro elettromagnetico, si inizia a comprendere la natura dei processi fisici alla base di queste enormi sorgenti di energia. I brillamenti e le variazioni di intensità sono stati osservati già negli anni ottanta. In un periodo di attività violenta durata 4 mesi, la variazione di flusso più rapida registrata è stata una diminuzione del 15% nell'arco di un giorno, equivalente allo spegnimento di 10 milioni di stelle simili al Sole al secondo. Nei ripetuti brillamenti osservati nell'infrarosso la variazione più rapida è stata un aumento del 40% nell'arco di un giorno, equivalente all'accensione di 10 milioni di stelle al secondo. La velocità delle variazioni indica che le dimensioni dell'oggetto non superano l'anno luce.
Dall'analisi dei dati acquisiti in 6 anni dal telescopio a raggi X a bordo del satellite Beppo-SAX, è stato stimato che la massa del buco nero al centro del quasar equivalga a 1×108 M⊙. Considerando che le forze gravitazionali liberano energia di due ordini di grandezza superiore a quelle nucleari e calcolando la potenza liberata di 3C 273 che è di circa 1×1040 W e ammettendo un'efficienza del 10% nel trasformare l'energia gravitazionale in energia radiante, la velocità di accrescimento dev'essere di circa 1×1024 kg/s, il che significherebbe che al centro di 3C 273 cade ogni anno una quantità di materia equivalente ad alcune stelle come il Sole.